# خالق‌آباد (کشکوئیه)
خالق‌آباد یک روستا در ایران است که در بخش کشکوئیه شهرستان رفسنجان واقع شده‌است. خالق‌آباد ۸۲ نفر جمعیت دارد.